# Giaele

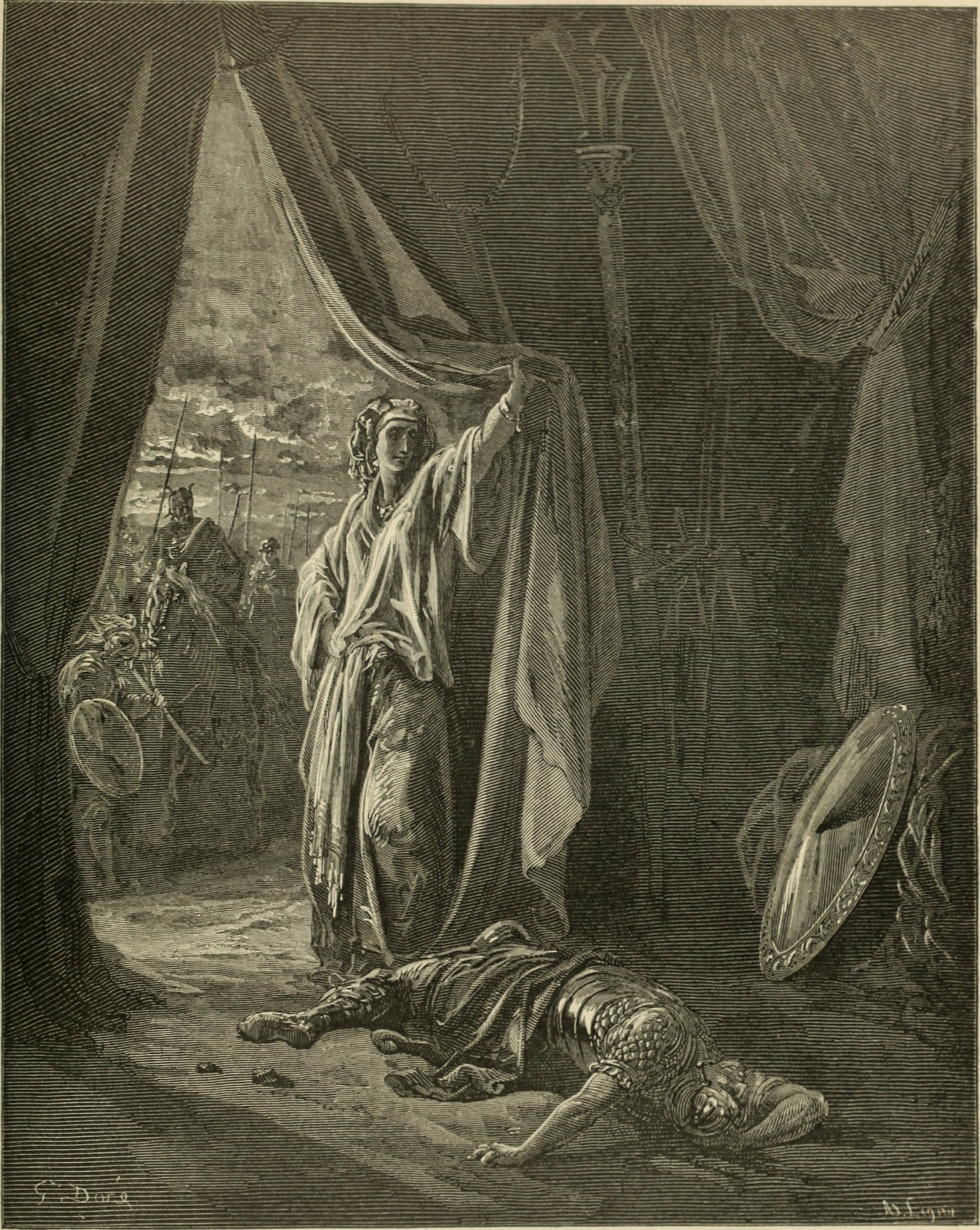
Giaele mostra agli Israeliti il cadavere di Sisara (incisione di Gustave Doré)

Cesare Bertolotti, Giaele, Santuario di Santa Maria delle Grazie (Brescia)

Giaele (in ebraico "stambecco della Nubia") è un personaggio del libro dei Giudici. 

## Il personaggio
Un breve episodio del libro dei Giudici narra come Sisara, il giovane generale del re cananeo Iabin, nemico degli Israeliti, fosse battuto da Barac, come vaticinato dalla profetessa Debora: egli fuggì e credette di trovare asilo nella tenda di Eber, che sapeva alleato del suo sovrano. Giaele, moglie di Eber, gli offrì la sua ospitalità e gli diede da bere, ma dopo che Sisara si addormentò gli conficcò un picchetto nella tempia spingendolo con un mazzuolo; poi andò incontro a Barac e gli mostrò il nemico abbattuto.
Conoscendo la sacralità di cui l'ospite era investito nell'antichità, ci si potrebbe stupire - e soprattutto scandalizzare - dell'episodio. Ma il Cantico di Debora, che pure accenna a una natura nobile di Sisara, molto premuroso verso l'anziana madre, tende essenzialmente a esaltare la temerarietà di Giaele; non può esserci salvezza per chi come Sisara venera dèi fasulli (“Sia benedetta fra le donne Giaele [...] così periscano tutti i tuoi nemici, Signore”)
La Scrittura tace sulle motivazioni che portarono Giaele a uccidere Sisara. L'ipotesi più probabile è quella formulata da Albert Barnes secondo cui la donna, al contrario del marito, aveva segretamente preso a cuore la sorte degli Israeliti, vittime del giogo ventennale di Iabin . Il fuggiasco Sisara per sua sfortuna sarebbe dunque capitato nella tenda di Eber proprio durante un'assenza di costui, con Giaele che sfruttò abilmente tale circostanza uscendo così dal tradizionale ruolo di moglie sottomessa. Ciò che accadde poi alla donna è parimenti omesso, ma è da ritenere che ella si unì agli Israeliti.
Nel Vangelo di Luca, le parole con cui Elisabetta accoglie la cugina Maria (" Benedetta tu fra le donne e benedetto il frutto del tuo grembo! ") riecheggiano chiaramente l'elogio che Giaele riceve nel Cantico per il suo gesto.

## Giaele nell'arte

### Letteratura
La figura di Giaele è rievocata da Alessandro Manzoni in Marzo 1821: " Quel [Dio] che in pugno alla maschia Giaele / Pose il maglio ed il colpo guidò. "

### Musica
Nel 1921 il compositore italiano Ildebrando Pizzetti portò a termine la propria opera Debora e Jaele, traendo spunto per il libretto dalla vicenda biblica. L'opera venne rappresentata per la prima volta al Teatro alla Scala il 16 dicembre 1922.

### Arte
Esistono numerosi dipinti, che raffigurano Giaele nell'atto di conficcare il picchetto nella tempia di Sisara, realizzati da pittori in diverse nazioni: si ricordano in particolare Giaele e Sisara di Artemisia Gentileschi e Giaele uccide Sisara di Gregorio Lazzarini.